# 柳羽鳞毛蕨
柳羽鳞毛蕨（学名：Dryopteris subimpressa）为鳞毛蕨科鳞毛蕨属下的一个种。